# Heinrich von Vietinghoff
Heinrich Gottfried Otto Richard von Vietinghoff genannt von Scheel (ur. 6 grudnia 1887 w Moguncji, zm. 23 lutego 1952 w Pfronten-Ried) – niemiecki oficer Wehrmachtu w randze Generalobersta wojsk pancernych. Służył w czasie I i II wojny światowej. Za swoją służbę został odznaczony Krzyżem Rycerskim Krzyża Żelaznego z Liśćmi Dębu.

## Kariera wojskowa

### Rangi
- Fähnrich – 6 marca 1906
- Leutnant – 27 lutego 1907
- Hauptmann – 24 czerwca 1915
- Major – 1 marca 1926
- Oberstleutnant – 1 lutego 1931
- Oberst – 1 kwietnia 1933
- Generalmajor – 1 kwietnia 1936
- Generalleutnant – 1 marca 1938
- General der Panzertruppe – 1 czerwca 1940
- Generaloberst – 1 września 1943

## Odznaczenia
Odznaczenia gen. von Vietinghoffa to między innymi:
- Kawaler Orderu Hohenzollernów z mieczami na wstędze wojennej
- Krzyż Żelazny I klasy
- Krzyż Żelazny II klasy
- Czarna Odznaka za Rany
- Kawaler II klasy Orderu Alberta z mieczami (Saksonia)
- Krzyż Zasługi Wojskowej II klasy (Meklemburgia-Schwerin)
- Krzyż Zasługi Wojennej (Saksonia-Meiningen)
- Lubecki Krzyż Hanzeatycki (Lubeka)
- Kawaler Orderu Korony Żelaznej III klasy z dekoracją wojenną (Austro-Węgry)
- Krzyż Zasługi Wojskowej III klasy z dekoracją wojenną (Austro-Węgry)
- Order Półksiężyca (Imperium Osmańskie)
- Kawaler Orderu Zasługi Wojskowej (Bułgaria)